# Im Lohmgrund
Im Lohmgrund ist ein Dokumentarfilm des DEFA-Studios für Dokumentarfilme von Jürgen Böttcher aus dem Jahr 1977.

## Handlung
Im Betriebsteil Lohmgrund I des VEB Elbe-Naturstein wird ein weiblicher Akt aus Sandstein des Steinbildhauers Peter Makolies auf einen LKW verladen. Das ist der Beginn des Films, der die Entstehung dieses Kunstwerkes, sowie einer Figurengruppe von Hartmut Bonk, während eines Bildhauersymposiums begleitet. Der Lohmgrund liegt in Rottwerndorf bei Pirna. Die Arbeiten an den Figuren dauern bis zu 10 Wochen, in dieser Zeit werden die Bildhauer viermal von dem Filmteam besucht.
Rückblick: Ein herausgebrochener Sandsteinblock wird mit einem Kran aus der Sandsteinwand an eine Stelle im Steinbruch gebracht, wo er keinen stört. Peter Makolies, ein gelernter Steinmetz, zeichnet die ersten Umrisse der Figur auf den Sandstein und beginnt diesen mit einer Spitzhacke zu bearbeiten, sowie mit Keilen große Stücke heraus zu brechen. Dann gehen die Arbeiten mit einem Drucklufthammer weiter, und die Figur erhält ihre groben Umrisse.
Wenn die Kamera sich nicht auf die Künstler richtet, beobachtet sie die Arbeiter des Steinbruchs bei ihrer schweren Arbeit. Sie verbringen aber auch viel Zeit gemeinsam, so bei den Pausen und wenn bei Sprengungen die gefährdeten Stellen nicht betreten werden dürfen.
Je weiter die Figur ihre Form erhält, desto kleiner werden die Werkzeuge. Nach etwa drei Wochen Arbeit geht es bereits nur noch mit Schlägel und Meißel weiter. In der Endphase wird dann eine Feile eingesetzt und jedes Staubkorn sofort mit einem Besen abgefegt. Abschließend begutachten die Künstler noch einmal ihre Werke, bevor sie auf die Lastkraftwagen verladen werden. Aber auch die Arbeiter des Steinbruchs nehmen Abschied. Die Skulpturen werden, wie viele andere Kunstwerke in Frankfurt (Oder) aufgestellt.

## Produktion
Im Lohmgrund wurde von der Künstlerischen Arbeitsgruppe „DEFA-Augenzeuge“ auf ORWO-Color gedreht und hatte am 18. November 1977 seine Uraufführung.